# 奏雨
奏雨（かなう）は、日本の女性声優。主にアダルトゲームに声をあてている。

## 人物

### 経歴
小さい頃にアニメが好きで『世界名作劇場』などをよく観ており、声優をやってみたいと思っていたが、成長していく中で「簡単にはなれない」とまわりから言われたり自分でも考えたりしたことで声優を目指そうとするには至らなかった。それでも高校で演劇部に入ったことで演じるということが楽しくなり、それなら昔からの夢だった声優を目指そうと思うようになったという。
この当時自宅でインターネットを十分に使える環境ではなかったため、どこの養成所がふさわしいかもわからないまま、声優雑誌に掲載されていた養成所に通うことにした。3年間通う中で声優としての基礎は身に着けたものの、自分のやりたいことと事務所の方針が合わないと感じ、事務所の所属声優になることはなかった。また、短大に進学した同級生が就職していたため、一度自分の進路を見直すために派遣社員として働いていたが、あきらめきれず、声優への道に戻った。
一方アダルトゲームの分野で活動する前のこと、偶然手に取った専門誌に掲載されていた『顔のない月』の広告に魅了された。奏雨はアダルトゲーム雑誌「BugBug」による2024年のインタビューの中で、この時はその分野で活動するとは思っていなかったものの、今思えば運命の出会いだったかもしれないと話している。奏雨はそのような作品の仕事に対する抵抗感もそこまで感じなかったたと述べており、一般向け作品でも描写されていないところでそういうことはしているのだろうと考えていたと語っている。
『むすめーかー』でデビューを果たしたあと、『装甲悪鬼村正』や『アザナエル』といったニトロプラス作品に出演した。また、キャリア初期からlight作品にも出演しており、バトルものである『シルヴァリオ トリニティ』のメインヒロイン、レイン・ペルセフォネの情報が公開された際、ぜひ演じたいと思っていたところオファーが来て起用に至ったときはうれしかったと2024年のインタビューの中で明かしている。収録の際もキャラクターがより好きになり、同ブランドの生配信番組「Happy light Cafe」に出演した際は作品のファンとして来た気持ちだったと話している。

名前の由来は「叶う」から。「叶」だけだと味気ないので、綺麗な漢字を探して読みは同じで「奏雨」にしたという。

### 演技方針
奏雨は2024年のインタビューの中で、自分のしたいことをするよりも、誰かがやりたいことをお手伝いする方が楽しいと感じるので、より良い作品になるお手伝いが出来たらよいと思いながら仕事に臨んでいると語っており、自分なりのアイディアは用意するもののそれにこだわるのではなく、現場でのすり合わせを重ねて柔軟に対応することが多いとしている。また奏雨は、何としてでも爪痕を残すという考え方が苦手であり、そう思うと緊張のあまり空回りしてしまうので、一緒にモノづくりをするためにできることを頑張る方が自分に向いていると語っている。

## 出演
太字は主役・メインキャラクター。

### アダルトゲーム
2008年
- むすめーかー（雫）
- sweet pool（芹沢枝里香）

2009年
- DEVILS DEVILE CONCEPT（法条鞆絵）
- どんちゃんがきゅ〜（シュリさん）
- 真剣で私に恋しなさい!
- Nega0（宇﨑 真優）
- 装甲悪鬼村正（湊斗統、岩田）
  - 装甲悪鬼村正 邪念編（2010年、湊斗統）

2010年
- Soranica Ele -ソラニカ エレ-（てれこ、香奈子、女子生徒）
- ななプリ。（男の子）
- R.U.R.U.R -petit prince-（R-コスモス）
- アザナエル（綿抜フウリ）

2011年
- 太陽のプロミア（サーサ、ユーユ）
- キミとボクとエデンの林檎（宝生雪乃）
- すきま桜とうその都会（結城音々）
- 時を奏でる円舞曲（カルロッタ）

2012年
- それゆけ!ぶるにゃんマン HARDCORE!!!（ナレーション）
- 太陽のプロミア Flowering Days（サーサ、ユーユ）
- 英雄*戦姫（ボールス）
- PersonA〜オペラ座の怪人〜（クリスティーヌ・ダーエ）
- この大空に、翼をひろげて（由佳）
- イモウトノカタチ（その他）
- Zero Infinity -Devil of Maxwell-（カレン・キリシマ）
- 倉野くんちのふたご事情（その他）
- 彼女と俺と恋人と。（美萩野 綾乃）

2013年
- この大空に、翼をひろげて FLIGHT DIARY（由佳）
- さくらさくらFESTIVAL!（赤城 薫）
- お嬢様はご機嫌ナナメ（雪小路 詩綾）
- 恋しよっ?（渡良瀬 優美）
- レミニセンス（音声協力）
- BRAVA!!（星架ナナミ）
- Berry's（麻生 三月）
- グリムガーデンの少女-witch in gleamgarden-（楠木 由真）
- PriministAr -プライミニスター-（比古咲 花連）
- ひめごとユニオン（九帖 祭）
- ちいさな彼女の小夜曲（守谷 水夏）
- 妹のおかげでモテすぎてヤバい。（世永 青葉）
- 桜舞う乙女のロンド
- 戦国†恋姫〜乙女絢爛☆戦国絵巻〜（山本勘助 湖衣 晴幸）

2014年
- 相州戦神館學園 八命陣（芦角 花恵）
- 恋する気持ちの花言葉（風祭 花奈）
- 英雄*戦姫GOLD（ボールス）
- ハロー・レディ!（黄泉瀬 時乃）
- 放課後の不適格者（桑田 安奈）
- ひめごとユニオン もーっとH! 〜巻ノ一 九帖聖のいちゃラブな日常〜（九帖 祭）
- それゆけ!ぶるにゃんマン えくすたしー!!!（おはなしのおねえさん（ナレーション）、デジ太郎）
- 星織ユメミライ（沖原 美砂）
- メルトピア（メイ・ブランシェット）
- どうして、そんなに黒い髪が好きなの?（中津国女ノ咲耶媛）
- 彼女と俺と、恋するリゾート（美萩野 綾乃）
- 月に寄りそう乙女の作法2（銀条 春心）
- 彼女のセイイキ（鳳 マイカ）

2015年
- あま恋シロップス 〜恥じらう恋心でシたくなる甘神様の恋祭り〜（綿貫 つゆり）
- 花の野に咲くうたかたの（波多野 美奈）
- 相州戦神館學園 万仙陣（芦角 花恵）
- プラマイウォーズ（神宮 夏瑠）
- 幻のディストピア（来栖川 葉子）
- 妹のセイイキ（鳳 マイカ）
- 真・恋姫†英雄譚2 〜乙女艶乱☆三国志演義［魏］〜（曹仁）
- 真・恋姫†英雄譚3 〜乙女艶乱☆三国志演義［呉］〜（曹仁）
- 剣聖機 アルファライド（クレセント）
- 恋する気持ちのかさねかた（寮長のおばさん）

2016年
- 恋する乙女と守護の楯〜薔薇の聖母〜（土屋 真愛）
- 凍京NECRO〈トウキョウ・ネクロ〉（阿蘇 霧里）
- ワールド・エレクション（チコ）
- 乙女が彩る恋のエッセンス（菱川 琴枝）
- 戦国†恋姫X〜乙女絢爛☆戦国絵巻〜（山本 湖衣 晴幸）
- そして初恋が妹になる（時谷 忍）
- BALDR HEART（鈴宮 凪）
- 千の刃濤、桃花染の皇姫（エルザ・ヴァレンタイン）
- 学校のセイイキ（鳳 マイカ）
- 乙女が彩る恋のエッセンス〜笑顔で織りなす未来〜（菱川 琴枝）
- 廻るセカイで永遠なるチカイを!（天住 秋穂）

2017年
- シルヴァリオ トリニティ（レイン・ペルセフォネ）
- 人気声優のつくりかた（来栖 祐果子）
- 桜花裁き（沖田 紫乃）
- 神頼みしすぎて俺の未来がヤバい。（周防 由香里）
- 春音アリス*グラム（神咲 エリサ）
- ピュアソングガーデン!（柳澤 律）
- もののあはれは彩の頃。（クナド）
- はるるみなもに!（別院 紗智帆）
- あぶのーまるらば～ず (鏑城 結奏)
- 桜ひとひら恋もよう (高澤 美綾)
- 初情スプリンクル（冥堂 羽月）
- 幕末尽忠報国烈士伝 -MIBURO-（大久保　一蔵）
- 星降る夜のファルネーゼ（ジャクリーン・シュプレンガー）
- 廻るセカイで永遠なるチカイを!-巡り来る春-（天住 秋穂）
- あなたに恋する恋愛ルセット（白咲 リゼット）

2018年
- 縁りて此の葉は紅に（斑鳩和羽）
- 虚空のバロック（銹川真理）
- IxSHE Tell（小清水香純）
- 勇者と魔王と、魔女のカフェ（アッサム）
- 約束の夏、まほろばの夢（嵐野祭）
- 封緘のグラセスタ（エクセル・シオル）
- ハロー・レディ! -Superior Entelecheia-（黄泉瀬 時乃）
- その花が咲いたら、また僕は君に出逢う（永瀬 優希）
- ケモノ娘の育て方（小番 千尋）

2019年
- クロスコンチェルト（初芝 未来）
- 白恋サクラ*グラム（神咲 エリサ）
- 家の恋人（橘木 理帆）
- ガールズ・ブック・メイカー -幸せのリブレット-（ガニマール）
- 真・恋姫†夢想 -革命- 劉旗の大望（曹 仁）
- ろけらぶ -Location Love- 電車×同級生（在田川 鳰）
- 千の刃濤、桃花染の皇姫 -花あかり-（エルザ・ヴァレンタイン）
- 巣作りカリンちゃん（カロン）

2020年
- 神様のような君へ（ソフィア・ リデル＝ハート）
- メガスキ! ～彼女と僕の眼鏡事情～ 咲良歩編（咲良 歩）
- まおかつ! -魔王と勇者のアイドル生活-（イヴリン・デヴォルガード）
- 彼女と俺と恋人と。ミニFD（美萩野 綾乃）
- 水蓮と紫苑（若弥 紫苑）
- 冥契のルペルカリア (架橋 琥珀)

2021年
- ユキイロサイン（芳賀沼皐）
- D.C.4 Plus Harmony ～ダ・カーポ4～ プラスハーモニー（日野原ちよ子）
- Princess×Princess (天石 藍)

2022年
- D.C.4 Sweet Harmony 〜ダ・カーポ4〜 スイートハーモニー（日野原 ちよ子）

2023年
- 真・恋姫†英雄譚5 ～乙女耀乱☆三国志演義［魏］～（曹仁）
- メガスキ!～Memorial Stories～ 咲良歩 がんばる体操着編（咲良 歩）

2024年
- セレクトオブリージュ（一色 奏命）
- 遥かなるニライカナイ（垣花 彩楽）

2025年
- 恋愛、はじめまして（天使ちゃん）
- ハッピーウィークエンド（和泉 秋奈）

### コンシューマーゲーム
- 人気声優のつくりかた（来栖 祐果子）
- 神様のような君へ（ソフィア・ リデル＝ハート）[89]
- 戦国†恋姫X ～乙女絢爛☆戦国絵巻～ 北条家騒乱編（山本 勘助 湖衣 晴幸）
- 白恋サクラ＊グラム（神咲 エリサ）

### オンラインゲーム
- ぼくらの放課後戦争 (黒部 百々)
- UNITIA 神託の使徒×終焉の女神（エルメロ、シルヴァーナ）
- あいりすミスティリア!〜少女のつむぐ夢の秘跡〜（エルミナ）[90]
- Deep One 虚無と夢幻のフラグメント（2020年、ダナ・ダレル・道明寺）
- ティンクルスターナイツ（十六夜シノ）

### 同人作品
- アイドル彼女〜ふたりだけの秘密レッスン〜（マネージャー）[91]

### CD
- 七波お嬢様が25分間ひたすら『まっじで！』と言ってるのを、ただただ聞かされるだけのドラマCD（雪小路 詩綾）[92]
- 『ひめごとユニオン』ドラマCD 『星見捕り物帳・天の巻』（九帖 祭）[93]
- light Vocal collection V[94]
- ラジオCD 「ほめられてのびるらじおZ」Vol.12
- モザイク×三姉妹 ドラマCD（サクラ） ※モザイク×三姉妹（富士美出版）初回限定特別付録
- Girlie ドラマCD（アデレーン） ※Girlie（富士美出版）初回限定特別付録
- そして初恋が妹になる ドラマCD 〜せーしゅんライフ in 美柿野寮〜（2016年、時谷忍）

### オーディオドラマ
- ダキカノ 1stシーズン Vol.1（2016年、逢坂 真奈美)

### OVA
- ピスはめ！2（真壁 舞）[17]

### 歌
- 湖の王子さま（『BRAVA!!』挿入歌）
  - 歌：星架ナナミ
- スイート・スター・シロップス（『あま恋シロップス』オープニング主題歌）
  - 歌：綿貫つゆり
- ソング・フォー・ミュージック（『ピュアソングガーデン!』ワールドソング）
  - 歌：M3部[メンバー 1]

### ラジオ
※はインターネット配信。
- 「桜花裁き」らじお（2017年、音泉※）
- ラジオ「真・恋姫†夢想-革命- 蒼天の覇王」（2017年、音泉※）

### ユニットメンバー
1. ↑  星野いろは（三代眞子）、河和井玖音（桜乃ひよ）、下国明日歌（花園めい）、柳沢律（奏雨）、すず（羽鳥いち）、島村真琴（五行なずな）、高峰調（百瀬ぽこ）